# Hotel Zur Post (Ruhpolding)
Der Gasthof Zur Post in Ruhpolding ist ein Kulturdenkmal im bayrischen Landkreis Traunstein. Er wurde im Jahr 1308 als Posthaltestation eröffnet.

## Geschichte
Im Zeitalter der Postkutschen-Reisen und -Transporte wurden im deutschen Raum zahlreiche Stationen eröffnet, in denen die Pferde versorgt wurden und ausruhen konnten, ggf. war auch ein Wechsel möglich. Zugleich kümmerten sich die Betreiber der Posthaltestationen um die Beförderung von schriftlichen Nachrichten und um das leibliche Wohl der Kutscher und Mitreisenden. So entstand auch im damaligen beschaulichen Ruhpolding eine Posthalterei. 1424 wurde daraus eine Taverne, in der sich unter anderem eine Poststube und ein kleines Wirtshaus befanden. Das aktuelle Aussehen des 21. Jahrhunderts erhielt der Baukomplex laut Denkmalliste im Jahr 1835. Einige ältere Teile des Gebäudes aus dem 17./18. Jahrhundert sind erhalten geblieben, darunter das Jägerstüberl mit einer historischen Holzbalkendecke.

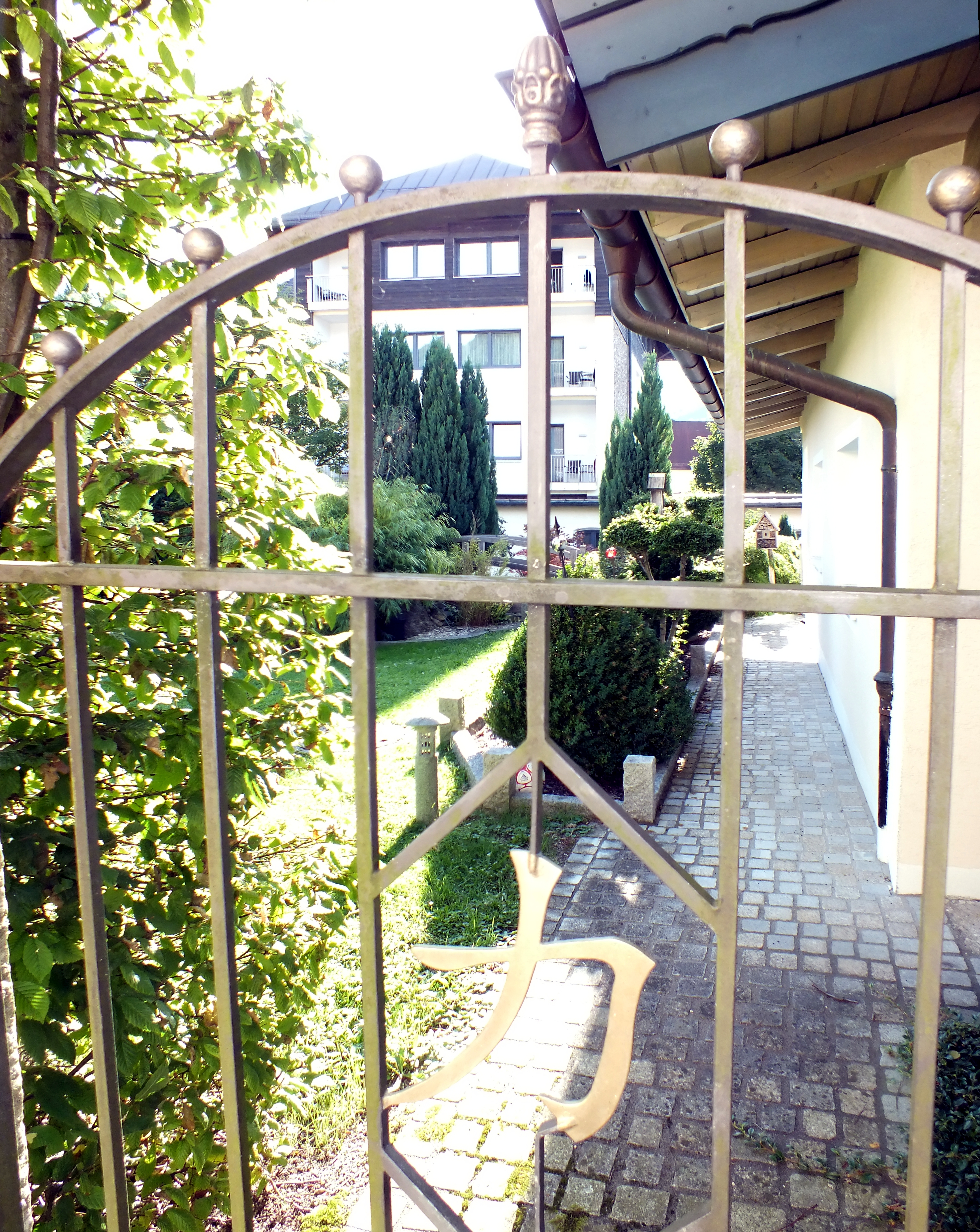
Zen-Garten am Hotel Zur Post, von der Straße aus gesehen

Später ließen die Betreiber des Gasthofs Anbauten vornehmen, so entstanden der große Postsaal mit einer Kleinkunstbühne, ein Wellness-Bereich mit Sauna und kleiner Schwimmhalle sowie im 21. Jahrhundert ein Weinkeller und rückwärtig zum Bauwerk ein Zen-Garten. Der große Postsaal wird häufig für öffentliche Kulturveranstaltungen genutzt.

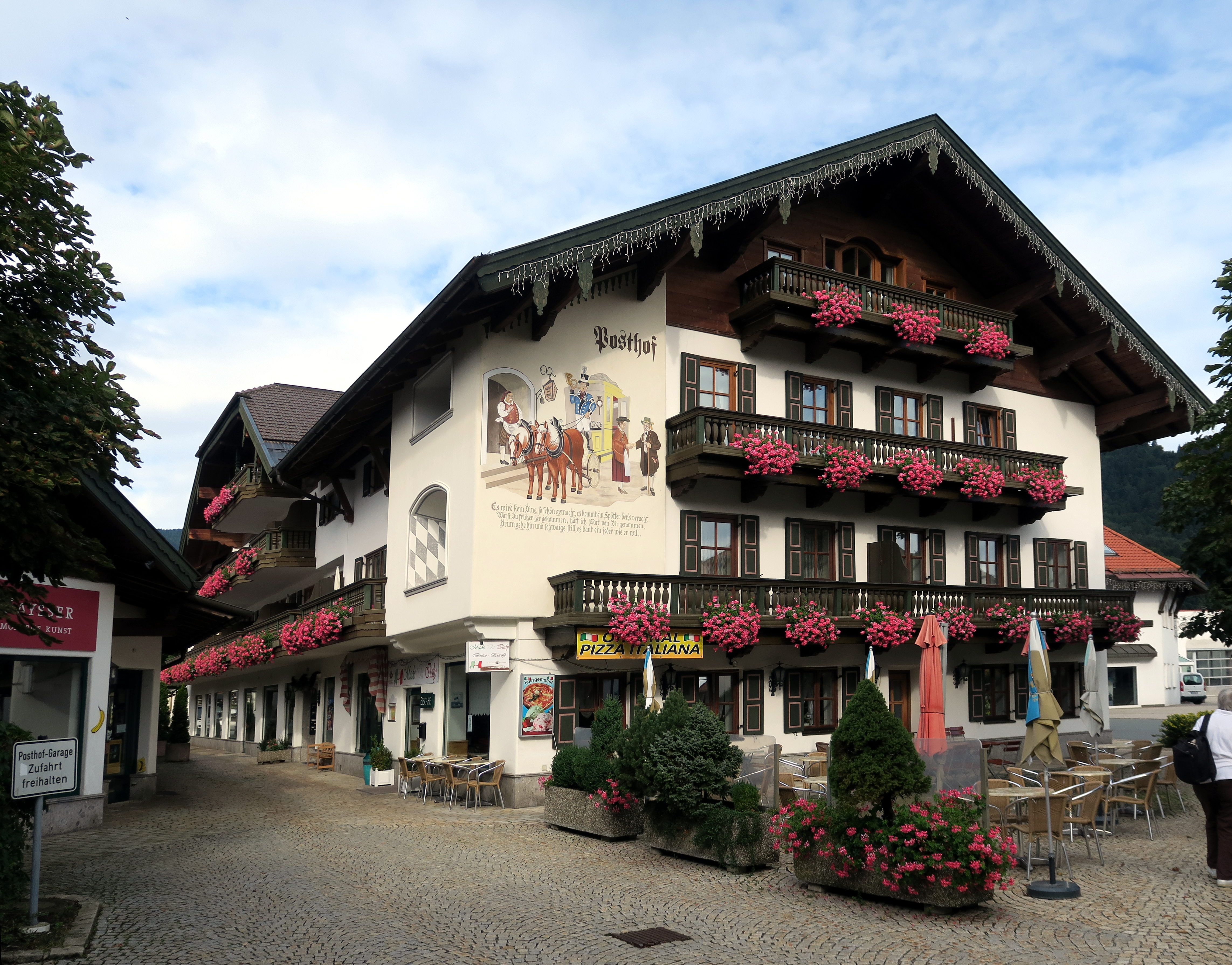
Posthof

Seit dem 17. Jahrhundert befindet sich der Gasthof Zur Post im Besitz der Familie Rechl, die im Jahr 1993 auf der gegenüberliegenden Seite der Hauptstraße den Posthof als Erweiterung ihres Beherbergungsanwesens errichten ließ. Das Äußere ist ortstypisch gestaltet, im Inneren gibt es großzügige Appartements.

## Beschreibung
Das sehr massive Hotelgebäude mit drei Vollgeschossen und einem ausgebauten Dachgeschoss wird mit einem Halbwalmdach abgeschlossen. Gedeckt ist es mit Schieferplatten auf einem Holzunterbau. Am winkelförmigen Bau und den unterschiedlichen Firsthöhen sind die verschiedenen Anbauten zu erkennen. Auffällig sind die Fassaden zur Hauptstraße hin – zwischen der zweiten und vierten Etage erstrecken sich beiderseits eines mittigen Fensters Darstellungen des bäuerlichen Lebens in früheren Jahrhunderten: auf dem ersten Bild Feldarbeiten (ein Schnitter, eine Bäuerin mit Rechen), die Lebensmittelverarbeitung (Brot, Milch), Hühner und auf dem zweiten Bild Waldarbeiten, nämlich ein Jäger, ein Förster, ein Hörnerschlitten zum Heimbringen der geschlagenen Baumstämme von den Hängen. Ausgeführt sind diese Landidyllen als Lüftlmalerei.
Die Fassadenmalerei wurde am gegenüber errichteten Posthof weitergeführt: hier sind eine Postkutsche mit zwei kräftigen Pferden, einem Postillon und zwei Reisende zu sehen, die gerade an der Posthalterei Station machen und vom Wirt begrüßt werden. – Es ist nicht bekannt, wann die Bilder entstanden sind, sie sind jedoch gut restauriert.
Auf einem schmalen Beet zwischen der Straße und der Hauswand befindet sich ein aufrecht stehender Quellstein, den die Wirtsfamilie unterhält.